# Bama (Nigèria)
Bama és una ciutat i una Àrea de Govern Local de l'estat de Borno, a Nigèria. La ciutat és la capital de la LGA.
Té una àrea de 4.997 km² i una població de 269.986 habitants al cens del 2006.
És situada aproximadament a 60 quilòmetres de Maiduguri, la capital de l'estat de Borno.
A la ciutat hi ha el palau de l'emir. La LGA constitueix l'emirat de Bama, un estat tradicional localitzat a l'estat de Borno, a Nigèria.

## Història
El 1942 la ciutat va passar a ser seu de l'emir de Dikwa; l'emirat va conservar el nom de Dikwa tot i el canvi de capital. El 2010 l'emirat de Dikwa va ser dividit; l'antic emir va conservar Bama i va agafar el títol d'emir de Bama; un nou emir va ser nomenat com emir de Dikwa (que va ocupar tres de les LGA de les quatre que abans tenia l'emirat).
La ciutat va ser atacada per Boko Haram el maig de 2013 i febrer de 2014. El 22 de juny de 2014 Bama i Gwoza van quedar aïllades de la capital; la gent que fugia de la ciutat es van dirigir pel bosc a Dikwa a uns 60 km per poder arribar des d'allí a Maiduguri. El 2 de setembre de 2014 va ser ocupada per Boko Haram. El govern nigerià va informar que el desembre els combatents islamistes havien matat a uns 50 ancians. El 16 de març de 2015 l'exèrcit nigerià va informar de la reconquesta de la ciutat.